# KW Sagittarii
KW Sagittarii (KW Sgr) è una stella supergigante rossa situata nella costellazione del Sagittario, in una delle zone più vecchie della nostra galassia, la Via Lattea.

## Descrizione
KW Sgr mostra anche una variabilità della sua luminosità che la fa includere tra le variabili semiregolari; pertanto la sua designazione secondo la nomenclatura delle stelle variabili, KW Sgr, indica che si tratta della 256ª variabile scoperta nella costellazione del Sagittario.
È localizzata approssimativamente a 9800 anni luce dal nostro Sistema Solare e, con il suo diametro pari a 1460 volte quello solare, è una delle più grandi stelle conosciute.
La sua luminosità bolometrica è pari a 360.000 volte quella del Sole.

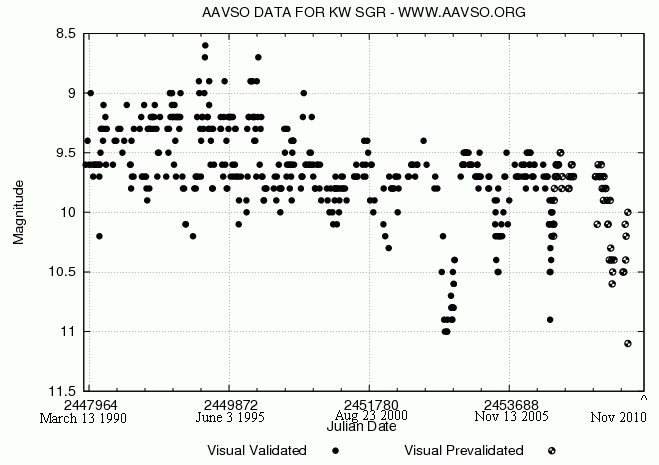
La curva di luce di KW Sgr registrata dall'AAVSO indica che si tratta di una variabile semiregolare. Le rilevazioni sono state condotte dal 1º gennaio 1990 al 24 novembre 2010. La numerazione dei giorni utilizza il giorno giuliano per il calcolo.